# 金潤玉
金 潤玉（キム・ユノク、1947年3月26日 - ）は、大韓民国の第17代大統領李明博の妻で、大韓民国ファーストレディである。本貫は金海金氏。
慶尚北道大邱市（現･大邱広域市）の建設会社を経営する家庭に、3男3女の3女として生まれる。夫の李明博とは、梨花女子大学校保健教育科在学中に、1番上の兄と李明博の高校時代の恩師の紹介で知り合った。1970年に大学を卒業し、同年12月19日に家族の反対を押し切って、当時現代建設の理事だった李明博と婚約（この日は李明博の誕生日でもある）、夫との間に1男3女をもうけた。趣味は料理。
2011年に済州世界7大自然景観選定汎国民推進委員会名誉委員長となる。